# Jaskinia Niska w Świniuszce
Jaskinia Niska w Świniuszce – jaskinia na wzniesieniu Świniuszka, we wsi Rodaki, w gminie Klucze, w powiecie olkuskim, w województwie małopolskim. Wzniesienie to należy do mikroregionu Pasmo Niegowonicko-Smoleńskie na Wyżynie Częstochowskiej będącej częścią Wyżyny Krakowsko-Częstochowskiej.

## Opis obiektu
Jaskinia znajduje się w lesie, wysoko na południowym zboczu Świniuszki (50 m nad dnem doliny). Ma trzy otwory, dostępne dla człowieka są otwory o zachodniej i wschodniej ekspozycji, obydwa znajdują się w sztucznym wykopie. Jest to niska jaskinia o poziomym rozwinięciu i niemal płaskim stropie. Jej strop tworzą płyty sklejone osadami jaskiniowymi.
Jaskinia powstała w późnojurajskich wapieniach skalistych. Ma jedną główną komorę z niewielkimi odgałęzieniami. W północnej części komory znajduje się wykop w postaci rowu. W jego najgłębszym miejscu wysokość jaskini wynosi 1 m. Płaski strop wskazuje, że być może powstała na fudze międzyławicowej, jednak nie można tego stwierdzić na pewno, gdyż dno jaskini pokrywa namulisko. Być może jaskinia jest tylko dużym okapem, który został zamulony.
Zachowały się skromne nacieki w korytarzyku, na południowej ścianie jaskini i w rozkopanych osadach. Jaskinia jest przewiewna, ale jej klimat nieco różni się od środowiska zewnętrznego. Zimą z jej otworów wypływa cieplejsze powietrze powodujące wytapianie śniegu wokół nich. Być może powietrze to dopływa jakimiś szczelinami z głębszych warstw masywu Świniuszki. Jaskinia jest tylko w niewielkim stopniu oświetlona rozproszonym światłem słonecznym, w większości jest ciemna. W jej bocznych korytarzykach obserwowano pająki sieciarze jaskiniowe. Wewnątrz brak roślin.

## Historia poznania i eksploatacji
Jaskinia znana była od dawna. Była całkowicie zatkana namuliskiem jaskiniowym, ale dawno temu zostało ono częściowo usunięte, prawdopodobnie przez poszukiwaczy szpatu. W maju 2009 r. w jaskini zaobserwowano nowe, nie wiadomo przez kogo prowadzone wykopy. Ktoś zaczął pogłębiać szczelinę na prost jej wschodniego otworu. Wydobyty z niej urobek pozostawił w jaskini, ponownie wypełniając nim jej komorę oraz boczne odnogi i szczeliny. Wskutek tych prac zmniejszyła się długość jaskini i zasypane zostało przejście między otworem wschodnim i zachodnim.
Pierwszy plan jaskini wykonał w 1981 r. M. Czepiel, lecz nie opublikował go. Pierwszą wzmiankę o jaskini, ale bez planu i opisu podali M. Szelerewicz i A. Górny w 1986 r. W 1996 r. Pawełczyk podał informacje o eksploracji jaskini i jej plan. Były różnice między planami M. Czepiela i Pawełczyka, więc w grudniu 1999 r. grotołazi ponownie pomierzyli jaskinię. Nowy jej plan opracował A. Polonius.

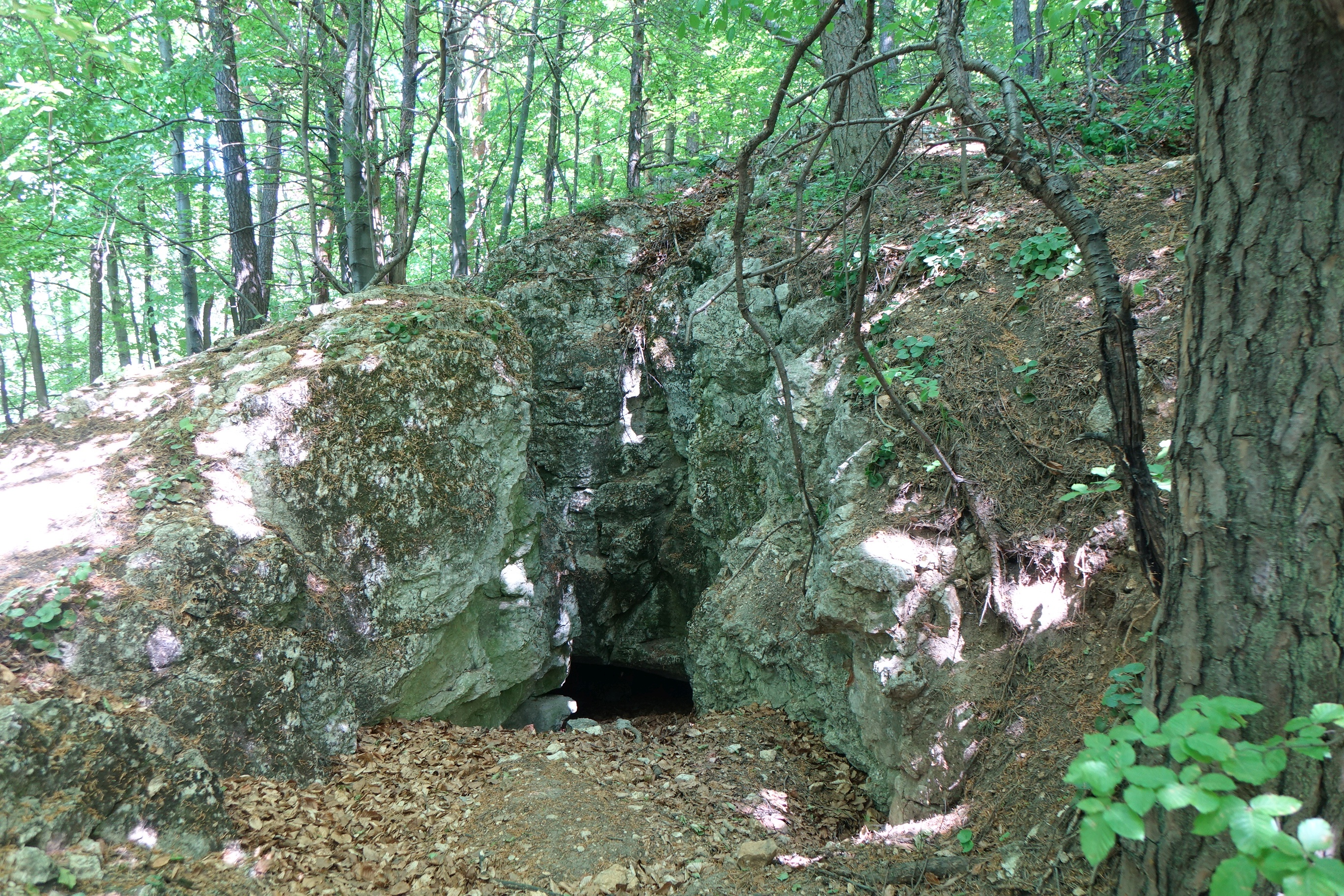
Otwór zachodni
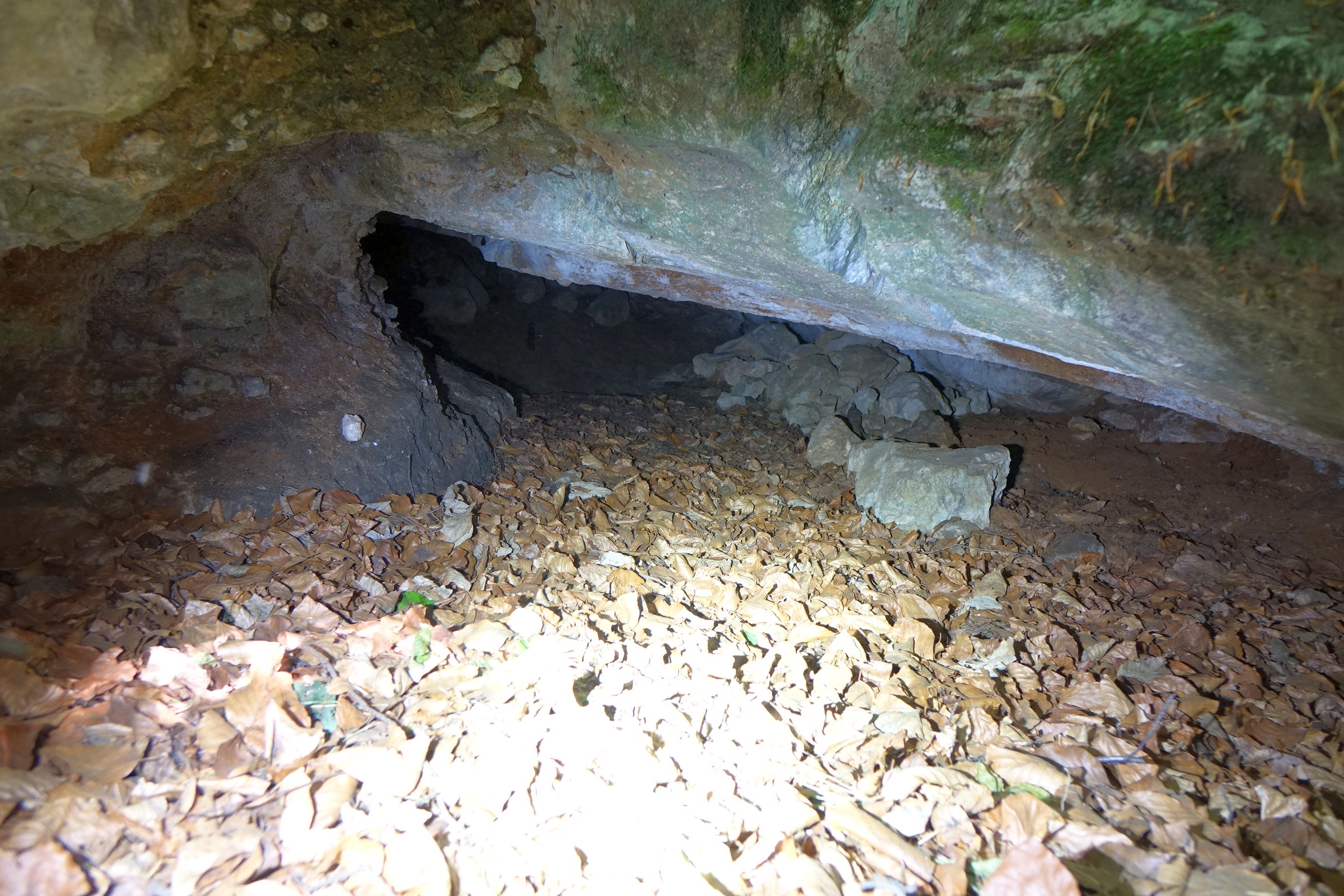
Otwór zachodni
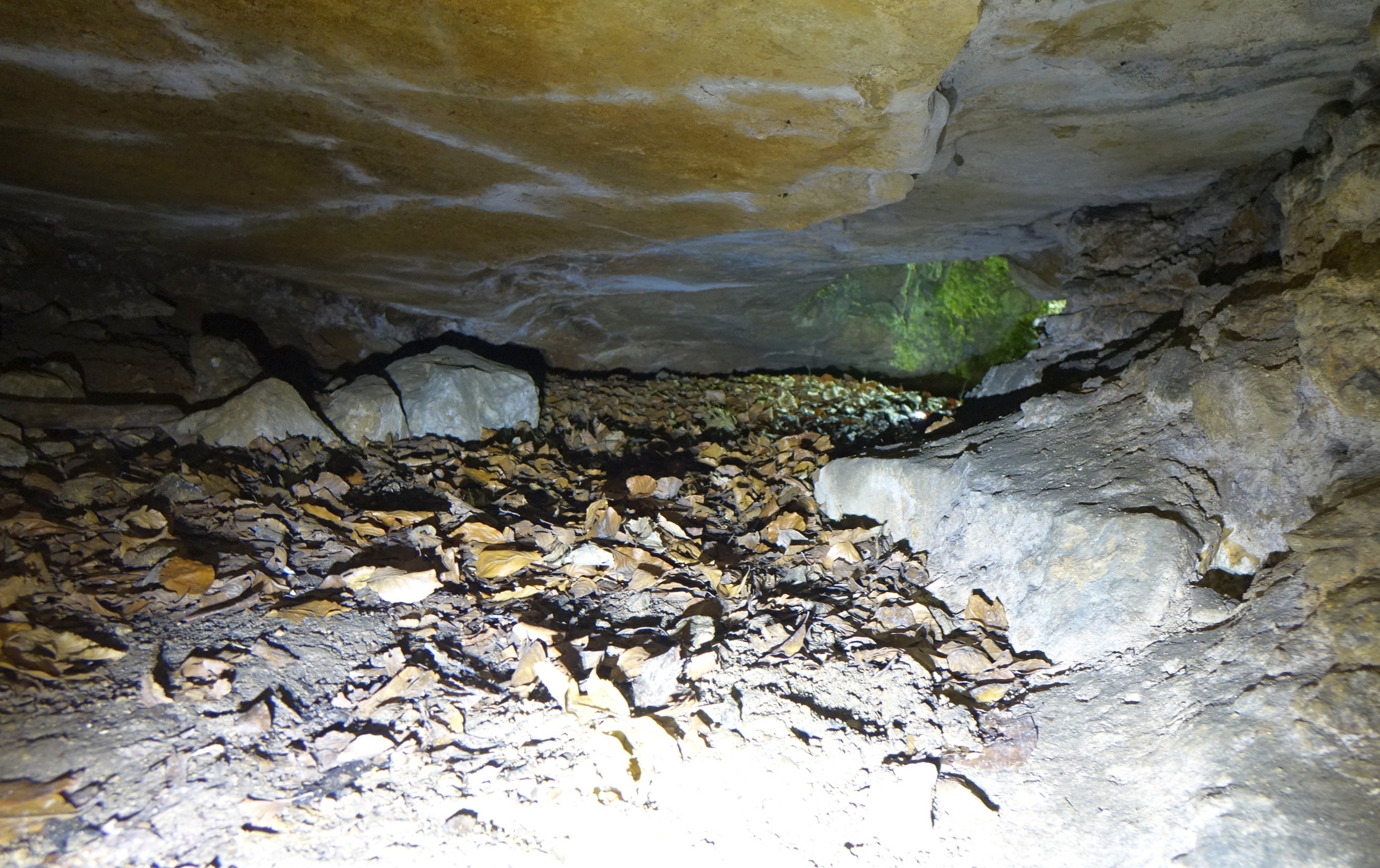
Główna komora
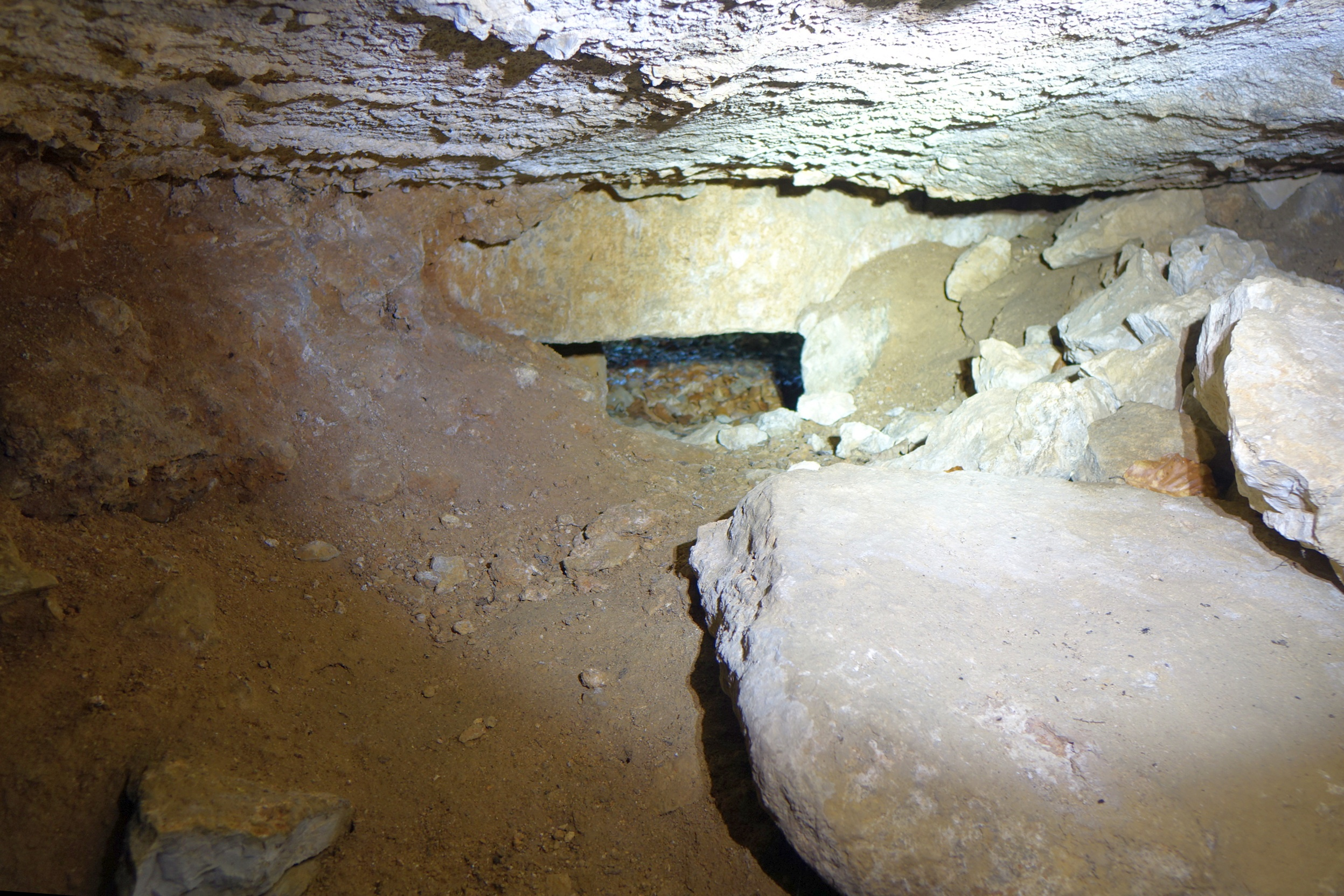
Otwór wschodni

Na Świniuszce znajduje się jeszcze kilka innych jaskiń: Jaskinia na Świniuszce, Jaskinia w Rodakach, Schronisko na Świniuszce, Schronisko w Ostańcu Pierwsze, Schronisko w Ostańcu Drugie. Wchodzą w skład geostanowiska Skały na Górze Świniuszka.